# In the Lonely Hour
| 전문가 평가         | 전문가 평가 |
| 총 점수             | 총 점수     |
| 출처                | 점수        |
| ------------------- | ----------- |
| AnyDecentMusic?     | 6.1/10      |
| 메타크리틱          | 62/100      |
| 평가 점수           |             |
| 출처                | 점수        |
| AllMusic            | [ 6 ]       |
| The Daily Telegraph | [ 7 ]       |
| The Guardian        | [ 8 ]       |
| The Irish Times     | [ 9 ]       |
| The Observer        | [ 10 ]      |
| Pitchfork           | 5.5/10      |
| Q                   | [ 12 ]      |
| Rolling Stone       | [ 13 ]      |
| Slant Magazine      | [ 14 ]      |
| Vice                | A−          |

《In the Lonely Hour》는 영국의 싱어송라이터 샘 스미스의 데뷔 음반이다. 2014년 5월 26일 영국에서 캐피틀 레코드와 메소드 레코드를 통해 발매되었다. 미국에서는 2014년 6월 17일 캐피틀 레코드를 통해 발매되었다. 이 음반에는 영국에서 1위를 차지한 히트 싱글 〈Money on My Mind〉와 〈Stay with Me〉가 포함되어 있다. 이 음반의 세 번째 히트 싱글 〈I'm Not the Only One〉은 영국에서 3위, 미국에서 5위에 올랐다. 이 음반의 디럭스 에디션은 5개의 보너스 트랙을 포함하고 있는데, 여기에는 디스클로저의 싱글 〈Latch〉와 너티 보이의 1위 싱글 〈La La La〉의 솔로 어쿠스틱 버전이 포함된다.
발매되자마자, 《In the Lonely Hour》는 비평가들로부터 대부분 미온적인 평가를 받았는데, 비평가들 중 많은 이들은 스미스의 보컬 퍼포먼스를 칭찬했지만 작곡에 비판적이었다. 이 음반은 호주, 아일랜드, 뉴질랜드, 남아프리카 공화국, 스웨덴, 영국에서 1위에 오르며 전 세계적으로 상업적인 성공을 거두었다. 이 음반은 영국에서 2014년 두 번째로 많이 팔린 음반이었고, 미국에서 2014년 세 번째로 많이 팔린 음반이었다. 제57회 그래미 어워드에서 올해의 음반과 베스트 팝 보컬 음반 후보에 올랐으며, 후자를 수상하고 전자의 경우 벡에 의해 《Morning Phase》에게 패했다. 《In the Lonely Hour》는 2015년 브릿 어워드에서 최우수 영국 음반 후보에 올랐지만, 그 상은 결국 《x》로 에드 시런에게 돌아갔다.

## 배경
2013년 12월 16일 스미스의 데뷔 스튜디오 음반은 캐피틀 레코드를 통해 2014년 5월 26일에 발매될 것이라고 발표되었다. 2014년 1월 7일, 스미스는 음반의 삽화와 트랙 리스트를 공개했다. 이 음반의 표준판은 싱글 〈Lay Me Down〉과 〈Money on My Mind〉를 포함하여 10개의 트랙을 포함하고 있다.
《디지털 스파이》와의 인터뷰에서 스미스는 그들의 음반의 가장 중요한 주제를 "슬프다"라고 묘사했다. 음반 이름에 대해 그들은 "사람들은 '아, 하지만 너무 슬프다'고 말하지만, 그것은 바로 그것이다. 나는 슬프고, 마음이 아프고, 슬픈 것에 대해 썼다. 바라건대 나는 곧 더 행복해질 것이고 그것에 대해 쓸 것이다." 스미스는 또한 《더 라인 오브 베스트 핏》과의 인터뷰에서 이 음반에서 가장 개인적인 곡은 〈Good Thing〉이라고 말했다.

## 곡 목록
| #            | 제목                     | 작사·작곡                                                   | 프로듀서                          | 재생 시간 |
| ------------ | ------------------------ | ----------------------------------------------------------- | --------------------------------- | --------- |
| 1.           | 〈Money on My Mind〉     | Sam Smith Ben Ash                                           | Two Inch Punch                    | 3:12      |
| 2.           | 〈Good Thing〉           | S. Smith Francis White                                      | Eg White                          | 3:21      |
| 3.           | 〈Stay with Me〉         | S. Smith James Napier William Phillips Tom Petty Jeff Lynne | Jimmy Napes Steve Fitzmaurice [a] | 2:52      |
| 4.           | 〈Leave Your Lover〉     | S. Smith Simon Aldred                                       | Napes Fitzmaurice                 | 3:08      |
| 5.           | 〈I'm Not the Only One〉 | S. Smith Napier                                             | Napes Fitzmaurice                 | 3:59      |
| 6.           | 〈I've Told You Now〉    | S. Smith White                                              | White Napes Fitzmaurice           | 3:30      |
| 7.           | 〈Like I Can〉           | S. Smith Matt Prime                                         | Napes Fitzmaurice Mojam [a]       | 2:47      |
| 8.           | 〈Life Support〉         | S. Smith Ash                                                | Two Inch Punch                    | 2:53      |
| 9.           | 〈Not in That Way〉      | S. Smith Fraser T. Smith                                    | Fraser T Smith                    | 2:52      |
| 10.          | 〈Lay Me Down〉          | S. Smith Napier Elvin Smith                                 | Napes Fitzmaurice                 | 4:13      |
| 총 재생 시간 | 총 재생 시간             | 총 재생 시간                                                | 총 재생 시간                      | 32:47     |

| #   | 제목                                           | 작사·작곡                                                                                   | 프로듀서                      | 재생 시간 |
| --- | ---------------------------------------------- | ------------------------------------------------------------------------------------------- | ----------------------------- | --------- |
| 11. | 〈Restart〉                                    | S. Smith Zane Lowe                                                                          | Zane Lowe Napes [a]           | 3:52      |
| 12. | 〈Latch〉 (Acoustic)                           | S. Smith Howard Lawrence Guy Lawrence Napier                                                | Napes                         | 3:43      |
| 13. | 〈La La La〉 (Naughty Boy featuring Sam Smith) | S. Smith Shahid Khan Al-Hakam El-Kaubaisy Napier Murray Omer Jonny Coffer Frobisher Mbabazi | Naughty Boy Komi Mojam [b]    | 3:40      |
| 14. | 〈Make It to Me〉                              | S. Smith H. Lawrence Napier                                                                 | Napes Fitzmaurice H. Lawrence | 2:40      |

## 인증
| 국가                                                                                         | 인증        | 판매량/출하량 |
| -------------------------------------------------------------------------------------------- | ----------- | ------------- |
| 오스트레일리아 (ARIA)                                                                        | 5× 플래티넘 | 350,000^      |
| 오스트리아 (IFPI 오스트리아)                                                                 | 플래티넘    | 15,000*       |
| 벨기에 (BEA)                                                                                 | 골드        | 15,000*       |
| 브라질 (Pro-Música Brasil)                                                                   | 골드        | 20,000*       |
| 캐나다 (뮤직 캐나다)                                                                         | 2× 플래티넘 | 160,000^      |
| 덴마크 (IFPI Danmark)                                                                        | 6× 플래티넘 | 120,000       |
| 프랑스 (SNEP)                                                                                | 플래티넘    | 100,000*      |
| 독일 (BVMI)                                                                                  | 골드        | 100,000       |
| 이탈리아 (FIMI)                                                                              | 플래티넘    | 50,000        |
| 멕시코 (AMPROFON)                                                                            | 2× 플래티넘 | 120,000^      |
| 네덜란드 (NVPI)                                                                              | 플래티넘    | 50,000^       |
| 뉴질랜드 (RMNZ)                                                                              | 4× 플래티넘 | 60,000^       |
| 노르웨이 (IFPI 노르웨이)                                                                     | 골드        | 15,000*       |
| 폴란드 (ZPAV)                                                                                | 3× 플래티넘 | 60,000        |
| 싱가포르 (RIAS)                                                                              | 2× 플래티넘 | 20,000*       |
| 남아프리카 공화국 (RISA)                                                                     | 플래티넘    | 40,000*       |
| 대한민국                                                                                     | —           | 13,587        |
| 스페인 (PROMUSICAE)                                                                          | 골드        | 20,000        |
| 스웨덴 (GLF)                                                                                 | 2× 플래티넘 | 80,000        |
| 스위스 (IFPI 스위스)                                                                         | 플래티넘    | 20,000^       |
| 영국 (BPI)                                                                                   | 9× 플래티넘 | 2,659,269     |
| 미국 (RIAA)                                                                                  | 5× 플래티넘 | 5,000,000     |
| 요약                                                                                         |             |               |
| 유럽 (IFPI)                                                                                  | 플래티넘    | 1,000,000*    |
| 전 세계                                                                                      | —           | 12,000,000    |
| *판매량을 기반으로 한 인증 · ^출하량을 기반으로 한 인증 · 판매량+스트리밍을 기반으로 한 인증 |             |               |